# Ruta Estatal de California 203
La Ruta Estatal de California 203, abreviada SR 203 (en inglés: California State Route 203) es una carretera estatal estadounidense ubicada en el estado de California. La carretera inicia en el Oeste desde la Cumbre Minaret en sentido Este hasta finalizar en la US 395     cerca de Mammoth Lakes. La carretera tiene una longitud de 14 km (8.67 mi).

## Mantenimiento
Al igual que las autopistas interestatales, y las rutas federales y el resto de carreteras estatales, la Ruta Estatal de California 203 es administrada y mantenida por el Departamento de Transporte de California por sus siglas en inglés Caltrans.